# Alloneottiosporina carolinensis
Alloneottiosporina carolinensis är en svampart som beskrevs av Nag Raj 1993. Alloneottiosporina carolinensis ingår i släktet Alloneottiosporina, divisionen sporsäcksvampar och riket svampar.   Inga underarter finns listade i Catalogue of Life.